# الناصرية (حجر)

'

تعديل مصدري - تعديل

الناصرية هي إحدى قرى عزلة الصداره بمديرية حجر التابعة لمحافظة حضرموت، بلغ تعداد سكانها 200 نسمة حسب تعداد اليمن لعام 2004.